# Piroska

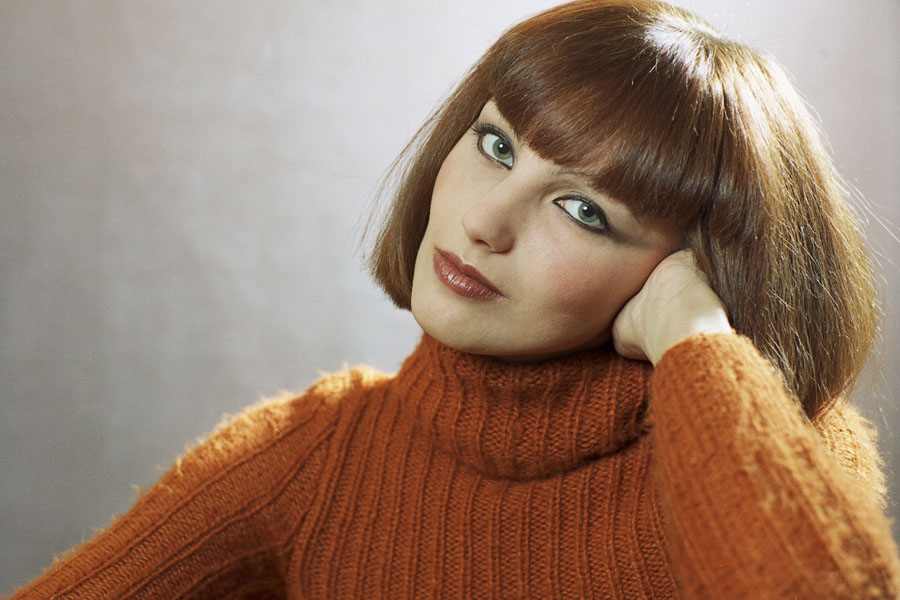
Photo de la modèle Piroska Lantos

Piroska est un prénom hongrois féminin.

## Étymologie
Piroska vient du nom latin Prisca, devenu en hongrois Piriska puis Piroska. Le sens originel de Prisca est : vieux, ancien, vénérable. L'influence de l'ancien nom hongrois Piros et du mot hongrois piros lui-même (qui signifie rouge) peut avoir joué un rôle dans le changement de la forme sonore du nom.

## Personnalités portant ce prénom
- Pour l'ensemble des articles sur les personnes portant ce prénom, consulter :
  - la liste des articles dont le titre commence par ce prénom
  - les listes produites par Wikidata : Liste des personnes de prénom « Piroska » — même liste en incluant les éventuels prénoms composés qui contiennent « Piroska ».